# Flug 2039
Flug 2039 (im Original: Survivor) ist ein Roman des Autors Chuck Palahniuk. Das 1999 erschienene Buch handelt vom letzten Überlebenden einer suizidalen Sekte. Dieser erzählt seine Lebensgeschichte in den Flugschreiber eines von ihm entführten Flugzeugs. Palahniuk setzt sich in seiner Satire insbesondere mit den amerikanischen Massenmedien, deren Amoralität und ihrem Schönheitsideal auseinander. Versuche, das in diverse Sprachen übersetzte Buch zu verfilmen, gab es mehrfach, jedoch ist bisher noch kein Film erschienen.

## Handlung
Der Protagonist, Tender Branson, erzählt das Leben aus der Ich-Perspektive in Rückblenden. Branson wächst in einer Sekte, den Credisten (im Original Creedish), auf, bis er von dieser in die moderne Welt entlassen wird, um anderen zu dienen. Während Branson versucht, mit den Gegebenheiten des Lebens der 1990er Jahre zurechtzukommen, begehen die übrigen Sektenmitglieder nacheinander Suizid. Schließlich glaubt die Öffentlichkeit, dass Branson der letzte Überlebende der Sekte ist. Vor allem durch die Massenmedien gepusht, verschafft ihm dies einen plötzlichen Platz in der amerikanischen Prominenz, vom religiösen Kult gerät Branson in den Starkult der amerikanischen Massenmedien. Branson, der selbst keinerlei Erfahrung mit Medien hat, wird zum unbeschriebenen Blatt, auf dem Manager, Werber, Fernsehmacher und Andere einen Star aus dem Nichts gestalten können. In diesem Prozess greift Branson zu zahlreichen Medikamenten, insbesondere Steroiden, um seine Öffentlichkeitswirkung zu verbessern. Romantisches Interesse und Gegenspielerin zu Branson ist Fertility Hollis, die im Gegensatz zu ihm tatsächlich über außergewöhnliche Fähigkeiten verfügt, sich jedoch dem Medienkult versagt. Während die Handlung allen Indizien und Absicht nach darauf zuläuft, dass das Flugzeug auf dem australischen Kontinent zerschellen wird, endet das Buch vor diesem Moment mit der Beschreibung des schönen Anblicks der Sonne und einem Countdown, der im Buch bei zwei endet. Auf seiner Website schrieb Palahniuk, dass Branson das Flugzeug zu diesem Zeitpunkt bereits verlassen habe, die Geschichte von einem vorgefertigten Tonband dem Flugschreiber erzählt wird.

## Themen und Gestaltung
Zu den wichtigsten Themen des Buches gehören religiöse Sekten, die amerikanische Verehrung von Prominenten und Doping im Alltag, drei Aspekte, die für das Leben des Protagonisten für Zeiten in seinem Leben eine herausragende Stellung einnehmen. Während Branson am Anfang durch religiöse Absolute geprägt ist, wirkt der medienerfahrene Branson des Buchs oft wie ein Nietzsche-Adept, der Amoralität absolut setzt. Ganz gegensätzlich zu Nietzsches Übermensch ist Branson jedoch schwach und leicht zu beeinflussen. Branson selbst entwickelt keinen moralischen Standpunkt, sondern spiegelt das wider, was ihm andere eingeben, in Teilen des Buches gegenständlich verkörpert durch einen Teleprompter. Übergreifender stellt Palahniuk die Frage nach Schönheit in der amerikanischen Kultur, die einerseits absolut gesetzt wird, andererseits täglich recyclet, reproduziert, ausgenutzt, vorgetäuscht und ähnliches wird. Sowohl Bransons ursprüngliche Sekte als auch seine Medienberater setzen einen Großteil ihrer Energien darin, körperliche Schönheit trotz des Verfalls durch Alter zu erhalten, Branson selbst durchläuft zahlreiche Verbesserungen angefangen von Training im Fitnessstudio über Perücken und Sonnenbank, wirkungslosen Pseudotherapien und Dopingmitteln.
Die Seiten und Kapitel des Buches sind absteigend nummeriert. Im Gegensatz zu einer normalen Nummerierung, die eine sich entwickelnde Handlung in Romanen anzeigt, soll das Rückwärtszählen andeuten, dass die Geschichte die eines Abstiegs und die einer Degeneration ist. Palahniuk integriert zahlreiche obsessiv erscheinende Beschreibungen und Erläuterungen von Alltags- und Putzhandlungen. Oft handeln diese in scheinbar harmloser und oberflächlicher Sprache davon, wie man Blut aus verschiedenen Materialien entfernt oder anders die Spuren von Gewalttaten beseitigen kann. In der Satire sind Ironie und Schwarzer Humor stark vertretende Elemente.

## Kritiken
Der Journalist Daniel B. Roberts bezeichnet das Buch als schlecht geschrieben, aber unterhaltsam, wenn man ein Palahniuk-Fan sei. Die Sätze in Flug 2039 seien kurz und simpel und mit wenig Abwechslung verfasst. Während die Charaktere flach und klischeehaft blieben, funktionierten sie doch als Symbole für gesellschaftliche Konstellationen. Während das Buch nach sprachlichen Maßstäben enttäuschend sei, sei es auch eine beißende Kritik der amerikanischen Medienlandschaft und ihrer Kommerzialität, die Menschen zu Opfern degradiere.

## Rezeption
Der Roman wurde ins Deutsche, Finnische, Portugiesische, Bulgarische, Tschechische, Ungarische und Polnische übersetzt. 20th Century Fox plante eine Verfilmung des Buchs bereits kurz nach dessen Veröffentlichung, da die 1999 angelaufene Palahniuk-Verfilmung des Romans Fight Club ein überraschender weltweiter Publikumserfolg war. Fight-Club-Regisseur David Fincher begleitete das Projekt maßgeblich. Als in der Casting-Phase die Terroranschläge am 11. September 2001 stattfanden, legte Fox die Verfilmung auf Eis. 2008 versuchte Warner eine erneute Verfilmung mit Francis Lawrence als Regisseur und Albert Torres als Drehbuchschreiber, diese konnte sich bisher jedoch auch nicht manifestieren. Ein Zitat aus dem Buch diente der Website SuicideGirls als Inspiration für ihren Namen.